# Centre d'études, de recherches et d'éducation socialiste
Pour les articles homonymes, voir Cérès.
 (septembre 2024).
Le Centre d'études, de recherches et d'éducation socialiste ou CERES, fondé en 1966, est l'un des courants présents à la fondation du Parti socialiste lors du congrès d'Épinay en 1971, animé par Jean-Pierre Chevènement, Alain Gomez, Didier Motchane et Pierre Guidoni.
Le CERES représente alors l'aile gauche du Parti socialiste et se trouve proche politiquement du Parti socialiste unifié (PSU), avant de devenir, en 1986, Socialisme et République.
En 1991 après la guerre du Golfe, à la suite des divergences de Jean-Pierre Chevènement, alors ministre de la Défense, avec le sommet de l'État au sujet de l'engagement de la France dans le conflit au Koweït, le courant de pensée décide de prendre son autonomie et de quitter le Parti socialiste pour créer un nouveau parti, le Mouvement des citoyens (MDC), avant le référendum de 1992 sur le traité de Maastricht.
En 2003, consécutivement à l'échec de la candidature de Jean-Pierre Chevènement à l'élection présidentielle française de 2002 et de la stratégie de Pôle républicain qui la sous-tend, le MDC devient le Mouvement républicain et citoyen (MRC).

## Historique

### Création au sein de la SFIO
Le CERES est fondé en 1966 par Jean-Pierre Chevènement, Alain Gomez et Didier Motchane, alors jeunes militants situés à l'aile gauche de la SFIO dirigée depuis le congrès de 1946 par Guy Mollet. Cette initiative fait écho à l'émergence du Centre national d'études et de promotion (CEDEP), un autre courant de jeunes militants fondé par Pierre Mauroy la même année. Voulant rénover la doctrine du parti, le CEDEP prône une approche économique keynésienne et sociale-démocrate tandis que le CERES souhaite revenir à une vision marxiste via le concept de Capitalisme monopoliste d'État.
Au cours de l'année 1969, ils sont rejoint par Georges Sarre et la puissante Association des postiers socialistes qui comptait à Paris plusieurs centaines de militants dont les futurs parlementaires Jean Besson et Pierre Carassus. A l'occasion du congrès d'Issy-les-Moulineaux de la même année, ils conquièrent la Fédération de Paris du nouveau Parti socialiste (ex SFIO) avec Georges Sarre élu secrétaire fédéral.

### Entre soutien et opposition à la direction du PS «mitterrandien»
Le CERES prend une part importante au congrès d'Épinay de juin 1971 qui constitue une nouvelle étape à l'unification des socialistes au sein du PS avec notamment la participation de François Mitterrand et de son mouvement, la Convention des institutions républicaines (CIR). Il remporte un premier succès lors du vote sur les nouveaux statuts : sa proposition sur la désignation des membres du comité directeur élus à la proportionnelle au vote indicatif avec une barre à 5 % est adoptée par le congrès. Puis sa motion « Unité et rénovation pour une victoire du socialisme en 1973 » qui a obtenu 8,3 % des mandats, se rallie pour le vote final aux motions de Mauroy-Defferre (31,8 %) et de la CIR (15,3 %). Ils obtiennent ensemble 51,3 % des votes face à la motion de la direction sortante (Alain Savary-Guy Mollet) alliée aux poperénistes (l'autre courant de l'aile gauche issu de l'UGCS). François Mitterrand est élu premier secrétaire du PS et le CERES intègre la nouvelle direction.
Au sein de la direction, le CERES participe activement à l'élaboration du programme socialiste « Changer la vie » et au rapprochement avec le PCF qui aboutit à la signature du programme commun et à l'Union de la gauche en 1972. Didier Motchane, l'un de ses dirigeant est également à l'origine du nouveau logo du PS, « Le poing et la rose ». Après avoir présenté sa propre motion « Pour l'unité, pour l'autogestion. Pour un parti de luttes. Prolonger et renforcer la dynamique d'Epinay » qui obtient 21 % au congrès de Grenoble, il renouvelle son alliance avec François Mitterrand en rejoignant la motion de synthèse lors du vote final. Jean-Pierre Chevènement est alors Secrétaire national « aux programmes et études », Didier Motchane « au tiers monde et pays en voie de développement » et Georges Sarre « à la propagande, aux campagnes d'action et aux entreprises ».
Le CERES se détache de la direction lorsque François Mitterrand fait entrer au comité directeur Michel Rocard, qui vient d'adhérer au PS avec la minorité du PSU qui le soutient, à l'occasion des Assises du socialisme en octobre 1974. Le CERES s'inscrit alors dans la minorité au Congrès de Pau en maintenant sa motion « Approfondir l'unité pour ouvrir la voie au socialisme autogestionnaire » qui obtient 25,3 %. Il maintient cette position lors du congrès de Nantes en juin 1977 où sa motion « Pour appliquer le programme commun : unité, autogestion, indépendance » propose des mesures radicales en opposition à la « deuxième gauche » de Michel Rocard : rupture avec le capitalisme « en 100 jours », nationalisations étendues, hausse importante du SMIC, etc. Elle obtient 24 % face à la motion Mitterrand-Rocard-Mauroy-Defferre-Savary-Poperen.
Dans l'approche de l'élection présidentielle de 1981, un affrontement entre Mitterrand et Rocard bouleverse le congrès de Metz d'avril 1979. La motion « Pour l'unité - Le parti de la rupture et de l'autogestion » du CERES qui a obtenu 14,4 % lors du vote d'orientation, s'allie à nouveau avec François Mitterrand pour contrer l'alliance Rocard-Mauroy-Savary. François Mitterrand est réélu premier secrétaire et le CERES réintègre la direction avec au secrétariat national : Jean-Pierre Chevènement (projet socialiste et études), Michel Charzat (secteur public, fonction publique et nationalisations) et Annette Chépy (cadre de vie).

### L'expérience du pouvoir et évolution idéologique
À la suite de la victoire de François Mitterrand et de la gauche en 1981, plusieurs membres du CERES sont nommés au gouvernement Mauroy :
- Jean-Pierre Chevènement, ministre d'État, ministre de la Recherche et de la Technologie,
- Nicole Questiaux, ministre d'État, ministre de la Solidarité nationale,
- Edwige Avice, ministre déléguée au Temps libre, à la Jeunesse et aux Sports
- François Autain, secrétaire d'État chargé de la sécurité sociale.

Opposé au tournant de la rigueur, Jean-Pierre Chevènement démissionne du gouvernement le 22 mars 1983 en lançant sa célèbre phrase : « Un ministre, ça ferme sa gueule ; si ça veut l'ouvrir, ça démissionne ». Le CERES retourne alors dans la minorité du PS à la suite du congrès de Bourg-en-Bresse en octobre suivant où sa motion « Réussir ensemble » obtient 18,1 %. Cette opposition ne dura pas très longtemps puisque Jean-Pierre Chevènement est nommé ministre de l'Éducation nationale dans le gouvernement Laurent Fabius en juillet 1984 et le CERES participe à la motion de synthèse de Lionel Jospin (premier secrétaire depuis 1981) lors du congrès de Toulouse de 1985.
Depuis l'accession au pouvoir de la gauche en 1981, le CERES a commencé une évolution idéologique notamment sur la « rupture avec le capitalisme » qu'il souhaitait rapide dans les années 1970 et qu'il voit plus progressive au milieu des années 1980. Son discours s'axe désormais sur la défense du modèle républicain français et sur le besoin d'une souveraineté nationale face à la montée du libéralisme (avec Margaret Thatcher au Royaume-Uni et Ronald Reagan aux USA) et sa possible application au sein de la construction européenne. Le CERES achève cette mutation en se renommant « Socialisme et République » (S&R) le 20 avril 1986. Une minorité opposée à ce virage « souverainiste » fait alors scission et forme le club « Convergence recherches initiative pour une alternative socialiste » (CORIAS) qui participe en 1988 à la création de la Nouvelle École socialiste (NES), un nouveau courant de l'aile gauche du PS initié par des anciens trotskystes (Julien Dray, Jean-Luc Mélenchon).
En 1988, François Mitterrand est réélu à la présidence de la République et nomme Michel Rocard à la tête du gouvernement. Jean-Pierre Chevènement est alors nommé ministre de la Défense et Georges Sarre secrétaire d'État aux Transports routiers et fluviaux.
Socialisme et République présente sa première motion en tant que tel au congrès de Rennes de 1990, marqué par les rivalités entre Laurent Fabius, Lionel Jospin et Michel Rocard dans un contexte de « guerre de succession » à François Mitterrand. N'obtenant que 8,52 %, le courant chevènementiste se rallie à la motion de Pierre Mauroy (premier secrétaire depuis 1988) soutenu par Lionel Jospin.

### Désaccords avec le PS et scission
L'année 1991 marque une première fracture entre Socialisme et République et le PS avec la participation française à la Guerre du Golfe décidée par François Mitterrand et soutenue par le parti. Jean-Pierre Chevènement alors chargé des armées, démissionne du gouvernement le 29 janvier et le courant s'inscrit dans la minorité (avec la NES qui dénonce aussi cette intervention). Certains membres comme Jean-Marie Bockel ou Nicole Bricq, favorables à cette intervention militaire, quittent le courant. Durant l'été, le courant tente de rassembler dans un « pôle de gauche » l'ensemble de cette minorité afin de préparer le futur congrès mais la NES préfère rester autonome et devient la « Gauche socialiste ». L'amendement de Socialisme et République obtient 12,31 % au congrès de l'Arche de décembre.
Une nouvelle fracture se forme en 1992 avec le référendum sur le Traité de Maastricht qui doit se prononcer sur la création de l'Union européenne. Dernier acte majeur de François Mitterrand, le Traité de Maastricht est bien évidemment soutenu par le Parti socialiste, mais aussi par l'UDF et la majorité du RPR. Dans sa logique de souveraineté nationale, Jean-Pierre Chevènement lance le Mouvement des citoyens (MDC) fin août pour faire campagne en faveur du « non » aux côtés du PCF, des Verts mais aussi d'une minorité de la droite autour de Charles Pasqua, Philippe Séguin et Philippe de Villiers. Toujours membre du PS, Chevènement annonce que le mouvement n'a pas vocation à être un « établissement concurrent du PS » mais Laurent Fabius (premier secrétaire depuis janvier) fait part de son opposition à la double appartenance. 
Avec la victoire (de justesse) du « oui », Socialisme et République se trouve encore plus isolé au sein du PS. Dans un climat de « fin de règne », les élections législatives de 1993 s'annoncent difficiles pour les socialistes. Un temps menacés d'exclusion, Jean-Pierre Chevènement et les députés S&R sont finalement investis par le PS mais la plupart se présentent sous les couleurs du MDC. La large défaite de la gauche à ces élections contraint Laurent Fabius à démissionner du poste de premier secrétaire du PS, il est alors remplacé par Michel Rocard. S'étant toujours opposé à ce dernier, Jean-Pierre Chevènement et son courant désapprouvent totalement cette nomination et estiment le PS comme « déjà mort ». La rupture est annoncée en mai 1993, lorsqu'une majorité de Socialisme et République décide de quitter le PS et de se fondre dans le MDC qui devient un parti politique indépendant à l'occasion de ses premières assises nationales.

## Idéologie
Le CERES est une originalité française puisqu'il est un courant de gauche au sein même de la social-démocratie, ce qui n'existe alors dans aucun autre parti social-démocrate européen (exception faite, peut-être du Parti travailliste britannique).[réf. souhaitée] Dans un texte publié en 1976, le CERES analyse son succès comme étant le résultat de facteurs extérieurs - la crise de l'impérialisme, le besoin d'une Union de la gauche, la faillite de la social-démocratie française devant les guerres coloniales, mai 68 - et de facteurs purement propres au CERES - principalement une analyse à la fois réaliste et originale. Qualifié encore aujourd'hui[Quand ?] de courant « marxiste » (cf. le site du PS actuel), le CERES veille à se donner les outils d'analyse et d'action permettant la transition au socialisme. Cette idée de transition au socialisme passant elle-même par trois idées forces que porte le CERES.
La transition doit se fonder sur l'axe politique stratégique que constitue l'Union de la gauche qui repose sur un accord programmatique, en l'occurrence le programme commun de la Gauche devant conjuguer autogestion et nationalisations. De cet accord politique naît l'alliance électorale et de cette alliance doit découler l'unité stratégique. C'est là que le CERES doit jouer un rôle moteur en dotant à la fois la vieille social-démocratie et le mouvement communiste « bolchévique » d'une ligne authentiquement socialiste. L'Union de la Gauche est ainsi défini comme étant un processus dialectique doué d'une certaine autonomie. Il permet de dépasser à la fois le clivage stalinisme/collaboration de classe et la soumission politique de chaque composante majeure à un bloc antagonique de la Guerre froide. Le CERES promeut une politique d'indépendance nationale s'appuyant sur une souveraineté populaire recouvrée et une alliance stratégique avec les forces de gauches européennes notamment euro-méditerranéenne contre le déploiement de l'impérialisme américain et la primauté du capitalisme allemand au sein de la  CEE. Le CERES soutient de même
les diverses tentatives de dépassement de logique de blocs émanant du tiers-monde.
Il y a au CERES une certaine idée du processus révolutionnaire. Au cœur de cette idée figure l'interaction entre le mouvement de masse, qualifié de front de classe, et le gouvernement de gauche. Au cœur de la transition, la prise de conscience de classe qui change la foule en masse doit influer sur
la transition et contribuer à son succès.
Il y a enfin l'idée de l'organisation du mouvement ouvrier. Le CERES pense que le processus amènera les partis membres de l'Union de la Gauche à changer leurs pratiques. Le CERES n'est pas le PSU - celui-ci restant en dehors du PS-SFIO - et son analyse de l'État, du pouvoir diffère de celle véhiculée par les PSUistes - ces derniers adoptant la théories « des pouvoirs » en lieu et place de la critique du pouvoir. Cette conception PSUiste mènera nombre de ses membres à rallier l'aile de droite du PS des années 1980-90 et 2000.
Le CERES édite une revue théorique bimestrielle publique intitulée Repères pour le socialisme et d'un bulletin de liaison militant, Volonté socialiste.

## Le CERES étudiant

### Les années 1970
Au début des années 1970, le CERES étudiant, très influencé par Mai 68, forme un groupe relativement autonome, dirigé par Patrice Finel. Contrairement aux mitterrandiens qui ont choisi de s’allier avec UEC communiste, le CERES préfère un rapprochement avec l’organisation étudiante du PSU, ESU. Cette stratégie leur permet de revendiquer l’héritage de celle-ci lorsqu’en 1971 les ESU décident de se désinvestir le syndicalisme et du mutualisme étudiant. Au congrès de la MNEF tenu à Thonon en 1972, le CERES prend la direction de la mutuelle, dont la présidence revient à Gérard Jacot. Mais cette période correspond aussi à une division interne. La majorité décide de suivre la stratégie socialiste d’union de la gauche et donc de rejoindre l’UNEF-Renouveau dirigée par les communistes. Mais une minorité préfère maintenir des liens avec les autogestionnaires et adhère donc au MARC. La composition du Bureau national de la MNEF reflète donc cet état de fait, puisque sur 36 membres, 27 sont affiliés au CERES dont 2 viennent du MARC.
Le CERES dispose d'une branche étudiante investie dans le syndicalisme sous la dénomination de « Socialisme et Université », qui s'est doté au milieu des années 1970 d'un périodique, humoristiquement intitulé Le crayon entre les dents, dont l'objectif affiché est d'incarner et d'animer l'Union de la gauche en milieu étudiant.

### Perte de la MNEF
Mais la direction CERES inquiète la Caisse nationale de l'assurance maladie (CNAM). Cet organisme, via FO qui en a la gestion, subit en effet l’influence de l'Organisation communiste internationaliste, une organisation d’extrême gauche de type trotskiste qui pratique l'entrisme pour s'infiltrer dans les différentes structures sociales. Aussi son organisation étudiante, l’UNEF-US fait tout pour contrecarrer la prédominance du CERES à la MNEF et le marginaliser au sein du mouvement étudiant. Dès 1975, le CERES est évincé de la direction de la MNEF par les étudiants mitterrandiens et la stratégie lambertiste se renforce notablement en 1978 lorsque les mitterrandiens rejoignent l’UNEF-US. Dès lors, ces derniers qui ont déjà évincé le CERES de la direction des MJS passent un accord avec les lambertistes pour prendre la présidence de la mutuelle. En 1979, le président mitterrandien de la MNEF, Serge Lagauche, déstabilisé par cet accord, doit démissionner. Il est aussitôt remplacé par un autre mitterrandien, Jean-Michel Grosz.
Le CERES étudiant se replie sur l’UNEF-Renouveau, devenue UNEF-Solidarité étudiante (UNEF-SE) en 1982. Lors de la création de l'UNEF-ID, le CERES est dès lors un des rares courants de la gauche syndicale étudiante non communiste à ne pas participer à ce mouvement.

### Le CERES à l'UNEF-ID
Le passage de la majorité de l’UNEF-ID au Parti socialiste, en 1986 et le succès de ce syndicat dans la gestion du mouvement contre le projet Devaquet conduit le CERES à revoir sa position. Sous la conduite de Didier Leschi, le CERES rejoint l’UNEF-ID au congrès de 1987. Il devient alors une sensibilité de la majorité. Mais il s'accommode mal des pratiques militantes de celle-ci. En outre, les militants du CERES reprochent à l'équipe dirigeante d'être trop proche du Parti socialiste. Ils soutiennent donc à partir de 1989, diverses tentatives déstabilisation de la majorité :
- 1989, soutien à la tentative d’Isabelle Martin de créer une sensibilité d'inspiration emmanuelliste apportant une critique à la majorité de Christophe Borgel ;
- 1991, joue un rôle important dans la création de la TUPI ;
- 1993–1994, participe au processus qui aboutira au congrès de Paris au renversement de la majorité.

Au milieu des années 1990, le CERES disparaît du paysage syndical étudiant.